# Tv- og filmproduktion
Produktion inden for tv- og film er en proces, der groft er inddelt i tre faser:
- Forproduktion (pre production)
- Produktion
- Efterproduktion (post production)

Produktionerne kan være alt fra enmands til større besætninger, med flere hundrede folk involveret i processen.

## Historie
Tekst mangler, hjælp os med at skrive teksten

## Produktionsfaser
Groft er en filmproduktion inddelt i tre faser: Forproduktion, produktion og efterproduktion.

### Forproduktion
Forproduktionen omfatter idé og manuskript, samt planlægning, drejebog, storyboard, budgettering, casting, mm. Et manuskript udformes af alt fra en til flere manuskriptforfattere, og kan være baseret på en kollektivt opdigtet historie, en roman eller lignende. Den  kan også omfatte casting og udpegning af  locations. 

### Produktion
Produktionen betegner typisk selve optagelserne enten på lokaliteter, studier eller i chroma key-kulisser.

### Efterproduktion
Efterproduktionen kendes også som "post production" eller redigeringen, og omfatter blandt andet klipningen, tillægningsmusik, lydeffekter, CGI, mm.

## Produktionsproces

### Film
Tekst mangler, hjælp os med at skrive teksten

### Tv-serie
Til en reality-tv-serie er det vigtigt at det hele virker virkeligt. Men bag kameraet tager de mange scener om og om igen.

### Dokumentar
Tekst mangler, hjælp os med at skrive teksten

### Live-udsendelser
Der er for få eller ingen kildehenvisninger i denne artikel, hvilket er et problem. Du kan hjælpe ved at angive troværdige kilder til de påstande, som fremføres i artiklen.

| Fjernsyn | Spire Denne artikel om et tv-program er en spire som bør udbygges. Du er velkommen til at hjælpe Wikipedia ved at udvide den. |

| Film | Spire Denne filmartikel er en spire som bør udbygges. Du er velkommen til at hjælpe Wikipedia ved at udvide den. |